# Museo de la Masacre de Ponce
El Museo de la Masacre de Ponce es un museo de derechos humanos y un edificio histórico en Ponce, Puerto Rico. Representa la historia y los eventos que rodearon la masacre de Ponce, que ocurrió a plena luz del día el Domingo de Ramos de 1937. El museo se ubica en el interior del edificio donde ocurrió el hecho, con una de sus secciones dedicada al líder nacionalista, Pedro Albizu Campos. También documenta la inclusión en listas negras de nacionalistas puertorriqueños realizada por Estados Unidos, además de albergar un número considerable de fotografías de la época nacionalista.
El museo está incluido en el Registro Nacional de Lugares Históricos de EE. UU. como Casa de la Masacre.

## Antecedentes
Después de la invasión estadounidense de Puerto Rico en 1898, el estatus político de la isla dentro de los Estados Unidos se convirtió en un tema de ardiente conversación en los círculos políticos puertorriqueños. Como resultado, surgieron varios partidos políticos, con plataformas basadas en su relación deseada con los EE. UU.
Las tres opciones básicas del partido eran la independencia, la categoría de estado y la mancomunidad. El movimiento independentista vino a ser simbolizado por el Partido Nacionalista Puertorriqueño.

### La persecución de Winship
| El 21 de marzo de 1937, Domingo de Resurrección, aconteció en este lugar uno de los sucesos más trágicos y conmovedores de nuestra historia: la Masacre de Ponce. Ese día, una marcha pacífica organizada por el Partido Nacionalista fue disuelta a tiros por las autoridades, resultando muertos y heridos un gran número de nacionalistas y transeúntes, así como dos policías víctimas del incidente. La Comisión Hays, creada para investigar los hechos, determinó que lo acontecido en este lugar fue una masacre provocada, en gran medida, por el clima de intolerancia, discrimen y de menosprecio a los derechos civiles bajo el gobierno del general Blanton Winship. Hoy, al cumplirse el cincuentenario de aquel luctuoso suceso, el Instituto de Cultura Puertorriqueña coloca esta tarja en reconocimiento permanente a los caídos, quienes ofrecieron su vida en defensa de sus ideales y de los más elementales derechos humanos. Juan Cotal - Conrado Rivera - José Antonio Delgado - Iván Rodríguez - María Hernández - Jenaro Rodríguez - Luis Jiménez - Pedro Rodríguez - Ceferino Loyola - Obdulio Rosario - Georgina Maldonado - Eusebio Sánchez - Bolívar Márquez - Juan Santos - Ramón Ortiz - Juan Torres - Ulpiano Perea - Teodoro Vélez - Juan Reyes —Inscripción en el muro exterior norte del Museo |

A principios de la década de 1930, coincidiendo con el creciente sentimiento por el nacionalismo y la independencia en Puerto Rico, el presidente estadounidense Franklin D. Roosevelt asignó un nuevo gobernador para la isla: un exgeneral del ejército estadounidense llamado Blanton Winship.
El general Winship reclutó a un oficial de inteligencia militar estadounidense (y vástago del Riggs National Bank) llamado E. Francis Riggs como su jefe de policía y gobernó durante cinco años (1934-1939). Durante este tiempo se involucró en «una lucha abierta contra el Partido Nacionalista y una persecución directa de su liderazgo». Consistente con esta abierta e intensa hostilidad política, en octubre de 1935 la Policía Estatal en el pueblo de Río Piedras asesinó a cuatro miembros del partido Nacionalista en la Universidad de Puerto Rico en Río Piedras, un pueblo vecino al lado de San Juan. Esto se conoció como la masacre de Río Piedras.
Según José E. Ayoroa Santaliz en su obra Museo Casa de la Masacre de Ponce: En conmemoración del Primer Cincuentenario de la Masacre de Ponce, se asesinó a los cuatro hombres de una manera premeditada y bajo la dirección del jefe de policía de Puerto Rico designado por Estados Unidos, el coronel estadounidense Francis Riggs. Los nacionalistas respondieron matando al jefe de policía del estado, coronel Francis Riggs, el 23 de febrero de 1936. Los dos jóvenes nacionalistas responsables fueron capturados y ejecutados en el cuartel de la policía de San Juan sin juicio, y sin que ningún agente de la ley fuera juzgado por sus ejecuciones.
La muerte de Riggs provocó la indignación del general Winship. Ordenó redadas policiales en todas las oficinas del Partido Nacionalista en toda la isla, con el propósito expreso de encontrar pruebas que incriminaran a los miembros del partido en el asesinato; sin embargo, nunca se encontraron pruebas.
A pesar de la ausencia de pruebas, el gobierno de Winship presentó cargos de sedición contra Albizu Campos y los demás líderes del partido. Campos y los demás fueron declarados inocentes por un jurado compuesto principalmente por puertorriqueños nativos. Sin embargo, el general Winship organizó un nuevo juicio, esta vez con una mayoría de estadounidenses, 10 de 12 jurados. La condena se logró fácilmente, condenando a Albizu a diez años y a los demás a seis años en la penitenciaría federal de Atlanta. La eliminación de la dirección del partido, sin embargo, no detuvo ni la militancia nacionalista ni la represión de Winship, situación que resultó en el hecho violento que tuvo lugar en Ponce en 1937.

### El desfile

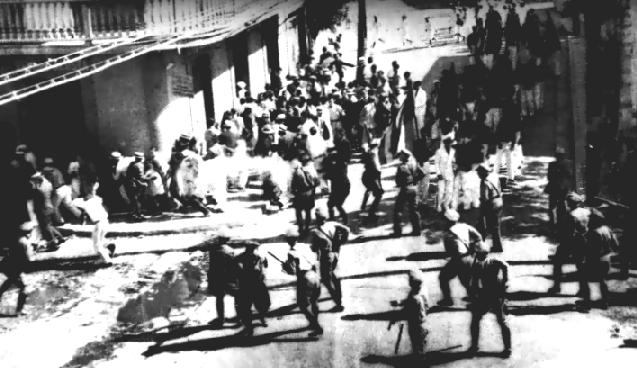
Fotografía del hecho real de la masacre, en las calles Marina y Aurora, con la Casa de la Masacre al fondo.

El Comité de Ponce del Partido Nacionalista tenía su sede en la calle Marina 32. Esta era una propiedad en la esquina que bordeaba la calle Aurora y se había utilizado como sala de reuniones del comité durante más de 10 años. En 1937, el comité local hizo planes para la celebración anual de la abolición de la esclavitud en Puerto Rico, que había tenido lugar el 22 de marzo de 1873. La fecha elegida para la conmemoración del 64 aniversario de la abolición de la esclavitud fue el 21 de marzo de 1937.
Los nacionalistas habían recibido el permiso para el desfile de la oficina del alcalde de Ponce, José Tormos Diego. Pero a la hora undécima, el gobernador Winship instruyó al nuevo jefe de la Policía Insular, coronel Enrique de Orbeta, que contactara al alcalde Tormos y le hiciera cancelar el permiso de desfile. También ordenó a Orbeta aumentar la fuerza policial en la ciudad y detener, «por cualquier medio que sea necesario», cualquier manifestación que realicen los nacionalistas en Ponce.

### La masacre

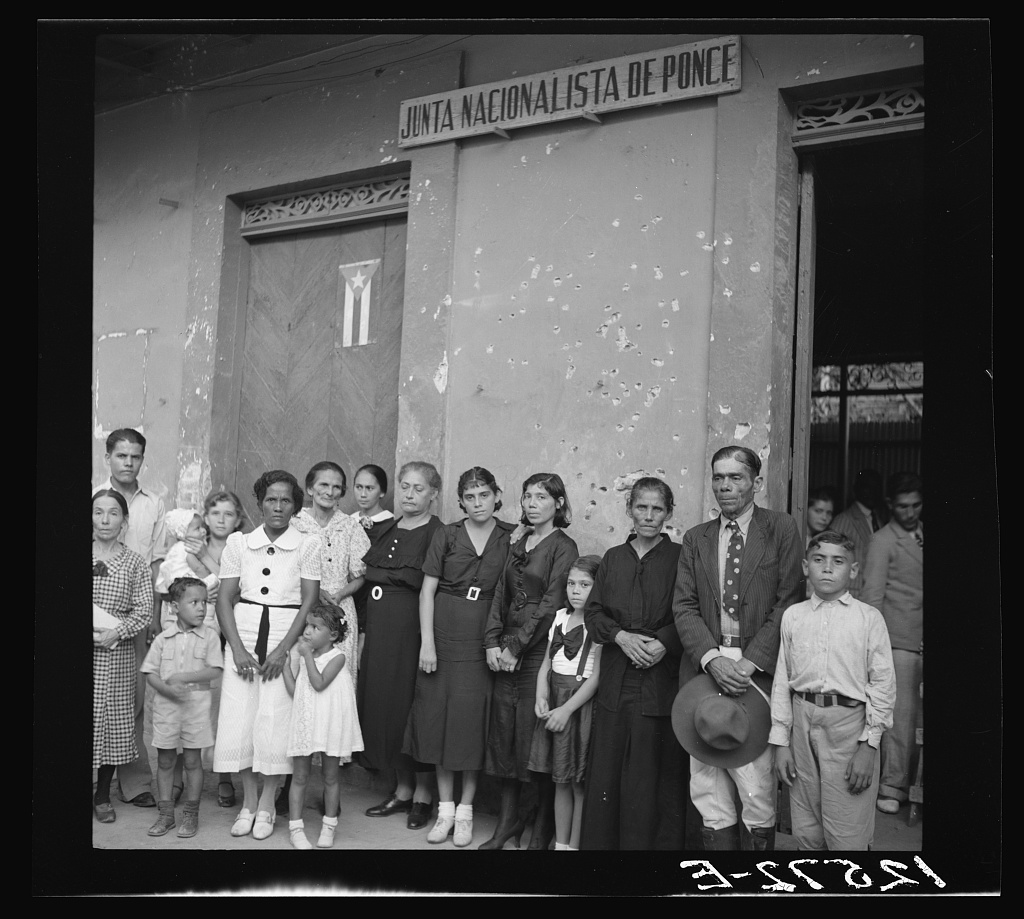
Foto que muestra el edificio Casa de la Masacre, acribillado a balazos, con familiares de los nacionalistas muertos

El permiso fue revocado la misma mañana de la actividad, pero el Partido se negó a cancelar el desfile y ordenó a sus participantes que se formaran como estaba previsto frente a su casa club y continuaran con la actividad. El grupo de participantes estuvo conformado por los miembros masculinos los Cadetes de la República, el grupo femenino Hijas de la República y una pequeña banda de música. Estos, junto con sus familias, amigos y transeúntes locales, comenzaron a reunirse alrededor de la casa club en preparación para el desfile del mediodía. Simultáneamente, unos 150 policías bien armados se posicionaron estratégicamente para rodear a los manifestantes.
Tomás López de Victoria, Capitán Cadete de Ponce, estuvo a cargo de los cadetes en el desfile. Momentos antes de que comenzara la marcha, el capitán de policía Soldevilla se acercó y ordenó a López de Victoria que impidiera la marcha de los cadetes. López de Victoria ordenó a la banda de cadetes tocar La Borinqueña, (el himno nacional de Puerto Rico), y les dijo a sus cadetes que comenzaran su marcha. Se cree que la policía disparó un tiro para instigar el incidente y proporcionar una coartada para abrir fuego contra los manifestantes desarmados. La policía desató una ráfaga de disparos contra la multitud indefensa, de quince a veinte policías dispararon ametralladoras Thompson .45 (Subfusil Thompson) durante diez minutos completos, hiriendo a casi 200 personas y matando inmediatamente a catorce. Cinco más murieron a consecuencia de sus heridas durante los próximos días.

### La investigación
El violento incidente de Ponce conmovió a toda la población de la Isla a pesar de sus diferencias políticas. La Unión Estadounidense por las Libertades Civiles (ACLU) llegó a Puerto Rico y formó una comisión compuesta por ciudadanos muy respetados para investigar el incidente, con el Dr. Arthur Garfield Hays, presidente de la ACLU, como presidente de la Comisión. Después de meses de investigación, la comisión de la ACLU determinó «que el gobernador Winship era directamente responsable del incidente; que los nacionalistas estaban ejerciendo su derecho básico a la libertad de expresión y asociación; y que debía reconocerse el asesinato de miembros indefensos del partido y espectadores como una masacre». La tarde del 21 de marzo de 1937 se convirtió en "una de las jornadas más tristes" y violentas de la lucha política puertorriqueña por la independencia.

## Edificio

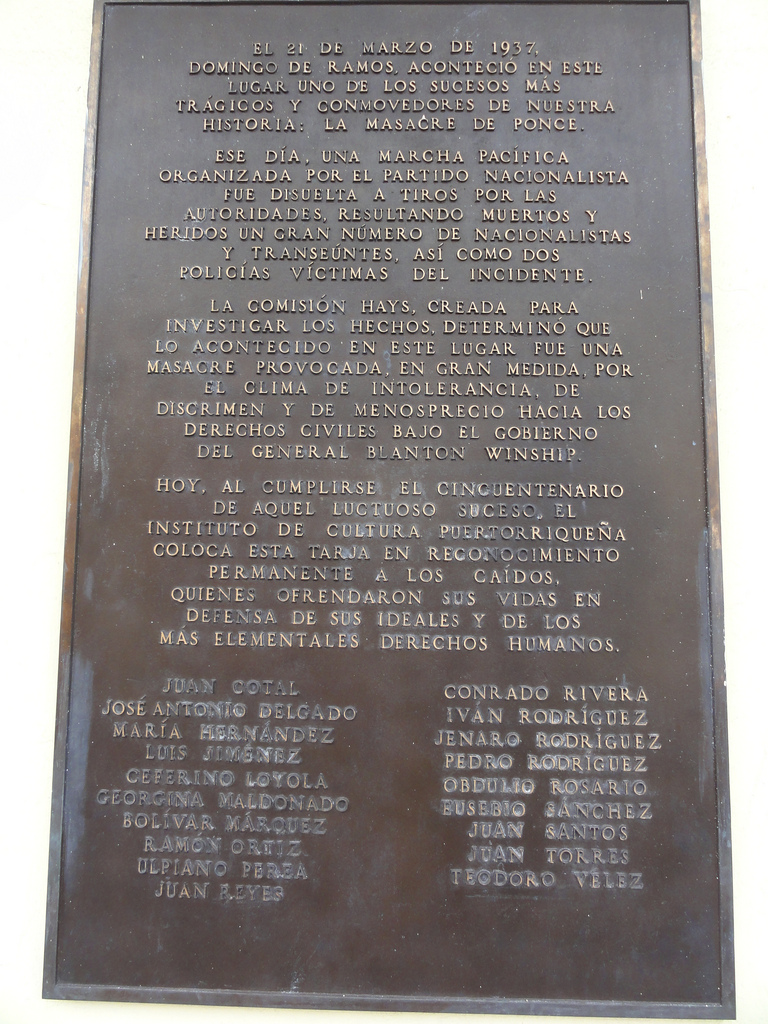
Placa conmemorativa en la Casa de la Masacre en Ponce

El Museo de la Masacre de Ponce es una casa de dos pisos en la intersección de las calles Marina y Aurora donde ocurrieron los hechos. Es una construcción de mampostería de ladrillo y madera. Los Archivos Históricos del Municipio de Ponce muestran una residencia en ese lugar desde 1886. Sin embargo, el edificio actual, y el edificio ocupado por el Partido Nacionalista, data de principios del siglo XX.
Para 1906 los dueños de la propiedad contrataron a Blas Silva, un conocido ingeniero civil de Ponce, (Casa Salazar, Casa Wiechers-Villaronga) para diseñar una nueva fachada y arreglo interior para la propiedad. Las renovaciones se completaron en 1910, pero siguieron el diseño de Blas solo en parte.
En el momento de la masacre de Ponce de 1937, los propietarios eran Francisco de Jesús y Graciela Toro Vendrell. En 1945 la propiedad fue vendida a Juan Riera Ginard y Carmen M. Toro de Riera, quienes nunca ocuparon la casa sino que la utilizaron como fuente de ingresos por alquiler. La casa se alquiló en dos unidades: el primer piso como local comercial y el segundo piso como unidad residencial.
En 1987, la Legislatura de Puerto Rico aprobó la Resolución Conjunta Número 2951, designando la propiedad como un monumento histórico nacional. En 1988 el Instituto de Cultura Puertorriqueña compró la propiedad, la reacondicionó y posteriormente la convirtió en el Museo de la Masacre de Ponce. El estilo arquitectónico es criollo vernáculo.
El museo se cerró temporalmente en 2006 para su restauración y reparación. Después de una renovación de 275 000 dólares, el museo volvió a abrir en 2013.
El edificio sufrió daños debido al terremoto de Puerto Rico de 2020.